# Witold Siwiński (powstaniec)
Witold Jan Siwiński ps. „Janek” (ur. 23 października 1928 w Warszawie, zm. 15 kwietnia 2013) – polski wojskowy, działacz kombatancki, powstaniec warszawski.

## Życiorys
Syn Bronisława i Janiny z d. Stoga, jego siostrą była Barbara Siwińska (ps. „Elza”). 
Do konspiracji wprowadzony został przez matkę (ps. „Anna”), współpracującą z organizacją Muszkieterów i kpt. Kazimierzem Leskim. Siwiński został łącznikiem w sieci łączności Muszkieterów. Po scaleniu Muszkieterów ze Związkiem Walki Zbrojnej przeszedł do służby w Oddziale II Komendy Głównej ZWZ.
Podczas powstania warszawskiego w stopniu strzelca służył w plutonie 220, 2 Kompanii im. Komuny Paryskiej, IV Batalionu OW PPS im. Jarosława Dąbrowskiego. Brał udział w walkach na Żoliborzu, w wyniku których został ciężko ranny i stracił prawą rękę. Po upadku powstania trafił do niewoli niemieckiej, przebywał w Stalagu XI A.
Po wojnie pełnił funkcję prezesa Środowiska „Żywiciel” przy Okręgu Warszawskim Światowego Związku Żołnierzy Armii Krajowej. Został także awansowany do stopnia porucznika. 
Miał żonę, Alinę. Został pochowany w grobie rodzinnym na Cmentarzu Wojskowym na Powązkach (kwatera II B 30, rząd 8, grób 15).

## Odznaczenia
Został odznaczony m.in. Krzyżem Srebrnym Orderu Wojskowego Virtuti Militari, Warszawskim Krzyżem Powstańczym i Krzyżem Armii Krajowej.